# Округ Ли (Илиноис)
Округ Ли (енгл. Lee County) је округ у америчкој савезној држави Илиноис.

## Демографија
По попису из 2010. године број становника је 36.031, што је 31 (-0,1%) становника мање 2000. године.
| Група             | 2000.          | 2010.          |
| Белци             | 32.643 (90,5%) | 31.824 (88,3%) |
| Афроамериканци    | 1.772 (4,9%)   | 1.735 (4,8%)   |
| Азијати           | 202 (0,6%)     | 246 (0,7%)     |
| Хиспаноамериканци | 1.147 (3,2%)   | 1.802 (5,0%)   |
| Укупно            | 36.062         | 36.031         |